# Мануел Васкес Монталбан
Мануел Васкес Монталбан (на испански: Manuel Vázquez Montalbán) е испански писател.
Известен е с левите си политически пристрастия, острата си публицистика, огромните си познания в кулинарията и поредицата от романи с главен герой частния детектив Пепе Карвальо (на български към 2016 г. са излезли само „Южни морета“, „Самотата на мениджъра“ и „Александрийска роза“).
Той самият се определя по следния начин: „журналист, романист, поет, есеист, антолог, писач на предговори, хуморист, критик, гастроном, кулѐ и изобщо плодовит автор“.
На Васкес Монталбан друг прочут европейски автор на криминалета – италианецът Андреа Камилери, наименува главното действащо лице на своите романи инспектор Монталбано.

## Поредица за Карвальо
- Yo maté a Kennedy (1972) – „Аз убих Кенеди“
- Tatuaje (1974) – „Татуировка“
- La soledad del manager (1977) – „Самотата на мениджъра“
- Los mares del sur (1979) – „Южни морета“
- Asesinato en el Comité Central (1981) – „Убийство в ЦК“
- Los pájaros de Bangkok (1983) – „Птиците на Банкок“
- La rosa de Alejandría (1984) – „Александрийска роза“
- Historias de fantasmas – „Разкази за призраци“
- Historias de padres e hijos – „Разкази за родители и деца“
- Tres historias de amor – „Три любовни истории“
- Historias de política ficción
- Asesinato en Prado del Rey y otras historias sórdidas
- El balneario (1986) – „Санаториумът“
- El delantero centro fue asesinado al atardecer (1989) – „Централният нападател бе убит по здрач“
- Las recetas de Carvalho – „Рецептите на Карвальо“
- El laberinto griego (1991) – „Гръцкият лабиринт“
- Sabotaje olímpico (1993) – „Олимпийски саботаж“
- El hermano pequeño (1994) – „По-малкият брат“
- Roldán, ni vivo ni muerto
- El Premio (1996) – „Наградата“
- Quinteto de Buenos Aires (1997) – „Квинтет от Буенос Айрес“
- El hombre de mi vida (2000) – „Мъжът на живота ми“
- Milenio Carvalho (2004)